# Польна, Ева Леонидовна
Ева Леонидовна Польна (род. 19 мая 1975, Ленинград) — российская певица, композитор и автор песен. Известна как солистка поп-группы «Гости из будущего». После распада группы выпустила несколько сольных альбомов.
Лауреат премии «Золотой граммофон» и фестиваля «Песня года». В качестве специального гостя участвовала в фестивале «Жара».
Еве Польне посвящены песни «Ева» Мурата Насырова и «Eva» группы «Винтаж».

## Биография

### Ранние годы
Родилась 19 мая 1975 года в Ленинграде. Отец, Леонид Александрович Польный — наполовину поляк, наполовину украинец — родом из Тернопольской области Украины, был военным врачом. Мать, Любовь Николаевна Польная — русская, работала инженером-технологом на одном из ленинградских заводов.
В детстве увлекалась научной фантастикой, занималась пением и танцами. В 1991 году поступила в Ленинградский государственный институт культуры им. Н. К. Крупской, который окончила в 1996 году, получив специальность «библиотекарь-библиограф», также имея вторую специализацию «информационный менеджмент и маркетинг».

### 1994—1995: группа «А-2»
В 1994 году Ева Польна вошла в состав петербургской рэп-группы «А-2» в качестве танцовщицы и бэк-вокалистки. Через год певица покинула коллектив. Некоторое время выступала в различных петербургских клубах, где пела классические рок-баллады 1970-х годов.

### 1996—2008: в составе группы «Гости из Будущего»
В 1996 году Ева познакомилась с Юрием Усачёвым, который в тот момент искал вокалистку для собственного музыкального проекта. Этой вокалисткой и стала Ева Польна, а проект получил название «Гости из будущего». Польна стала автором песен группы, постановщиком выступлений и создателем эскизов всех сценических костюмов коллектива.
Зимой 1997 года группа «Русский размер» пригласила Еву Польну в студию для записи своего альбома «Танцуем?» в качестве приглашённой вокалистки.
Первое выступление «Гостей из будущего» состоялось 8 марта 1998 года в ночном клубе «Титаник» (ныне — это «Ray Just Arena»). Но, однако, творческого успеха не последовало. Дебютный альбом «Через сотни лет…» был записан совместно с Евгением Арсентьевым в жанре трип-хоп. Песни с альбома не стали популярны среди российских слушателей. Второй альбом «Время — песок» был записан в стиле джангл при поддержке диджея Грува.
Позже группа стала играть в жанре поп-музыки. Первый сингл в новом звучании под названием «Беги от меня» стал популярным на российских радиостанциях. В 1999 году после заключения контракта с Евгением Орловым коллектив записывает третий альбом «Беги от меня», а в 2000 году — четвёртый — «Зима в сердце». Хитом коллектива становится песня «Игры». Клип на эту композицию, снятый во время гастрольной поездки в Лондон, получил наибольшую популярность. Через некоторое время после выхода видеоклипа «Игры» группа разорвала контракт с Евгением Орловым.
8 марта 2003 года «Гостям из будущего» исполнилось 5 лет. Публичное празднование юбилея состоялось 4 апреля того же года в Санкт-Петербурге во Дворце спорта «Юбилейный». Это был первый сольный концерт группы в Санкт-Петербурге, а первый сольный концерт в Москве состоялся 9 марта 2006 года в МХАТе им. М. Горького. Именно в этом театре состоялась презентация последнего альбома группы — «За звездой». В марте 2009 года Ева Польна заявила о том, что Юрий Усачёв покинул группу, но группа «Гости из будущего» не прекратила своё существование.

### 2009—2013: сольная карьера, песня«Ева»
В 2009 году Ева Польна объявила о распаде группы «Гости из будущего» и начале своей сольной карьеры. Её первым синглом стала песня «Парни не плачут», на которую также был снят видеоклип. В этом же году группа Винтаж выпустила песню «Ева», которую посвящает певице. Вдохновлённая песней «Hung Up» Мадонны, «Ева» основана на семпле из композиции «Беги от меня» группы «Гости из будущего» и содержит в тексте аллюзии на упомянутую песню.
В мае 2010 года вышли песни «Не расставаясь» и «Миражи». В 2011 году были записаны песни «Корабли» и «Я тебя тоже нет (Je T’aime)». В 2012 году Ева Польна выпускает сингл «Весь мир на ладони моей». В декабре 2012 года приняла участие в фестивале «Рождественские встречи» (показан в эфире Первого канала в январе 2013 года). В апреле 2013 года выходит песня «Молчание», а осенью того же года Ева Польна проводит концертный тур «Всё обо мне» в Москве, Санкт-Петербурге, Нижнем Новгороде и Краснодаре. В декабре 2013 года певица стала самой ротируемой исполнительницей на территории России и стран СНГ, а песня «Весь мир на ладони моей» попала в тройку самых ротируемых композиций на радио. В том же году Ева принимала участие в программе «Один в один!» на Первом канале.

### 2014—2023: альбомы «Поёт любовь», «Феникс», «Открытый космос»
В марте 2014 года состоялась премьера песни «Это не ты», а 19 мая того же года — премьера дебютного сольного альбома певицы — «Поёт любовь». Критик «Time Out Москва» Максим Тувим написал о работе: «Светлый, лиричный соло-дебют экс-участницы „Гостей из будущего“, в котором слышатся отголоски творчества самых ярких эстрадных артистов Советского Союза (от Анны Герман до Алексея Рыбникова), — запросто лучший русскоязычный альбом 2014-го». 4 июня 2014 года в эфире телепередачи «Наедине со всеми» на Первом канале Ева Польна дала своё первое большое интервью на телевидении. Также певица приняла участие в программе «Живой звук» на канале «Россия-1». В этом же году Польна стала членом жюри в реалити-шоу «Хочу к Меладзе».
В ноябре 2015 года был записан сингл «Мало», на который в феврале 2016 года был снят клип. В октябре 2016 года была выпущена новая песня «Фантастика», а в марте 2017 года на сольном концерте в Санкт-Петербурге состоялась премьера песни «Megapolis». Летом 2017 года Ева в своём аккаунте в Instagram сообщила, что работает над новым альбомом. В октябре 2017 года в Москве она представила новое шоу «Глубокое синее море». 26 декабря 2017 года состоялась премьера второго сольного альбома Евы — «Феникс».
В 2018 году состоялось единственное совместное выступление Евы Польна и Юрия Усачёва после распада группы «Гостей из будущего» на концерте, посвящённом 20-летию MTV Россия.
После шестилетнего перерыва (который тем не менее включал выпуск нескольких синглов), в ноябре 2023 года, без предварительного анонсирования Польна выпустила третий альбом «Открытый космос».
В сентябре-декабре 2024 года была членом жюри в 6 сезоне шоу Первого канала «Точь-в-точь».
В 2024—2025 годах приняла участие в 3 сезоне шоу Первого канала «Фантастика» в образе Инны Планетной. Продержалась до финала, заняла 3 место.

## Личная жизнь
В 2001 году Ева Польна совершила каминг-аут как бисексуалка. В 2005 году родила дочь Эвелин, отцом которой является Денис Клявер, певец, экс-участник группы «Чай вдвоём». В 2007 году у Польны родилась дочь Амалия от бизнесмена Сергея Пильгуна.

## Дискография
- Поёт любовь (2014)
- Феникс (2017)
- Открытый космос (2023)

## Чарты
| Год  | Название                      | Чарты                               | Чарты                              | Чарты                                       | Чарты                               | Чарты                             | Чарты                           | Чарты                               | Альбом             |
| Год  | Название                      | Россия и СНГ (TopHit Общий Топ-100) | Россия (TopHit Московский Топ-100) | Россия (TopHit Санкт-Петербургский Топ-100) | Украина (TopHit Украинский Топ-100) | Украина (TopHit Киевский Топ-100) | Радиочарт по заявкам TopHit 100 | Россия и СНГ (TopHit Общий годовой) | Альбом             |
| ---- | ----------------------------- | ----------------------------------- | ---------------------------------- | ------------------------------------------- | ----------------------------------- | --------------------------------- | ------------------------------- | ----------------------------------- | ------------------ |
| 2003 | «Новогодняя песня»            | 5                                   |                                    |                                             |                                     |                                   |                                 |                                     | Это сильнее меня 2 |
| 2004 | «Грустные сказки»             | 1                                   |                                    |                                             |                                     |                                   |                                 |                                     | Больше, чем песни  |
| 2004 | «Всё решено»                  | 3                                   |                                    |                                             |                                     |                                   |                                 |                                     | Больше, чем песни  |
| 2005 | «Лучшее в тебе»               | 2                                   |                                    |                                             |                                     |                                   |                                 |                                     | Больше, чем песни  |
| 2007 | «Самый любимый враг»          | 4                                   |                                    |                                             |                                     |                                   |                                 |                                     | За звездой         |
| 2008 | «Я не для тебя»               | 6                                   |                                    |                                             |                                     |                                   |                                 |                                     | За звездой         |
| 2009 | «Парни не плачут»             | 13                                  | 62                                 | 11                                          | -                                   | 8                                 | 2                               | 79                                  | без альбома        |
| 2010 | «Не расставаясь»              | 8                                   | 74                                 | 18                                          | -                                   | 66                                | 6                               | 80                                  | Поёт любовь        |
| 2010 | «Миражи»                      | 88                                  | -                                  | -                                           | 67                                  | 64                                | 28                              | -                                   | Поёт любовь        |
| 2011 | «Корабли»                     | 96                                  | -                                  | -                                           | -                                   | -                                 | 12                              | -                                   | Поёт любовь        |
| 2011 | «Отбой» feat. Денис Клявер    | 223                                 | -                                  | -                                           | -                                   | -                                 | 165                             | -                                   | Поёт любовь        |
| 2011 | «Я тебя тоже нет (Je T`aime)» | 1                                   | 9                                  | 7                                           | 1                                   | 1                                 | 1                               | 9                                   | Поёт любовь        |
| 2012 | «Весь мир на ладони моей»     | 1                                   | 2                                  | 3                                           | 1                                   | 1                                 | 1                               | 2                                   | Поёт любовь        |
| 2013 | «Молчание»                    | 14                                  | 20                                 | 40                                          | 23                                  | 59                                | 3                               | 63                                  | Поёт любовь        |
| 2014 | «Это не ты»                   | 82                                  |                                    |                                             |                                     |                                   | 4                               |                                     | Поёт любовь        |
| 2016 | «Мало»                        | 26                                  |                                    |                                             |                                     |                                   |                                 |                                     | Феникс             |

## Награды

### В группе «Гости из будущего»
- 1999 — «Золотой граммофон» (Россия) за песню «Я с тобой»
- 2000 — «Золотой граммофон» (Россия) за песню «Ты где-то»
- 2001 — «Золотой граммофон» (Россия) за песню «Ундина»
- 2002 — «Золотой граммофон» (Россия) за песню «Он чужой»
- 2003 — «Золотой граммофон» (Россия) за песню «Почему ты, почему навсегда»
- 2009 — «Золотой граммофон» (Россия) за песню «За звездой»

### В сольной карьере
- 2011 — Золотой граммофон (Украина) за песню «Корабли»
- 2012 — Премия Fashion People Awards-2012 в номинации «Fashion voice Female»
- 2012 — Золотой граммофон (Санкт-Петербург) за песню «Я тебя тоже нет»
- 2012 — Диплом Красной звезды за песню «Я тебя тоже нет»
- 2013 — Статуэтка Красной звезды за песню «Весь мир на ладони моей», призы января и февраля
- 2013 — Премия Top Hit Music Awards за беспрецедентный рост ротации своих треков в радиоэфире в 2012 году
- 2013 — Премия Top Hit Music Awards как автору и исполнителю самой заказываемой на радио песни — «Я тебя тоже нет»
- 2013 — Премия Top Hit Hall Of Fame за выдающийся вклад в развитие российской популярной музыки
- 2013 — Диплом и статуэтка национального чарта «Красная Звезда» за песню «Весь мир на ладони моей»
- 2016 — «Золотой граммофон» (Россия) за песню «Мало»
- 2017 — Премия в честь 20-летия МУЗ-ТВ